# Табасарандин нурар
Табасарандин нурар (Зори Табасарана) — общественно-политическая газета на табасаранском языке, издающаяся в Дагестане. Газета освещает общественно-политические события, происходящие в Дагестане, а также публикует материалы по сельскому хозяйству, истории и культуре табасаранов. Выходит 1 раз в неделю на 8 полосах формата А3. В газете имеется вкладка «Годекан» на русском языке, в которой преимущественно публикуются материалы историко-литературного, научного и этнографического характера.
Основана 5 мая 1932 году под названием «Красный Табасаран». Вскоре газета была переименована в «Колхоздин уьмур» (Колхозная жизнь). Первоначально печаталась на латинизированном алфавите, а с 1938 года — на кириллице. В 1970-е годы получила нынешнее название.